# Coppa Bernocchi
De Coppa Bernocchi (ook: GP Banca di Legnano) is een eendaagse wielerwedstrijd met een lange historie die verreden wordt in de Italiaanse regio Lombardije. De wedstrijd eindigt in Legnano.

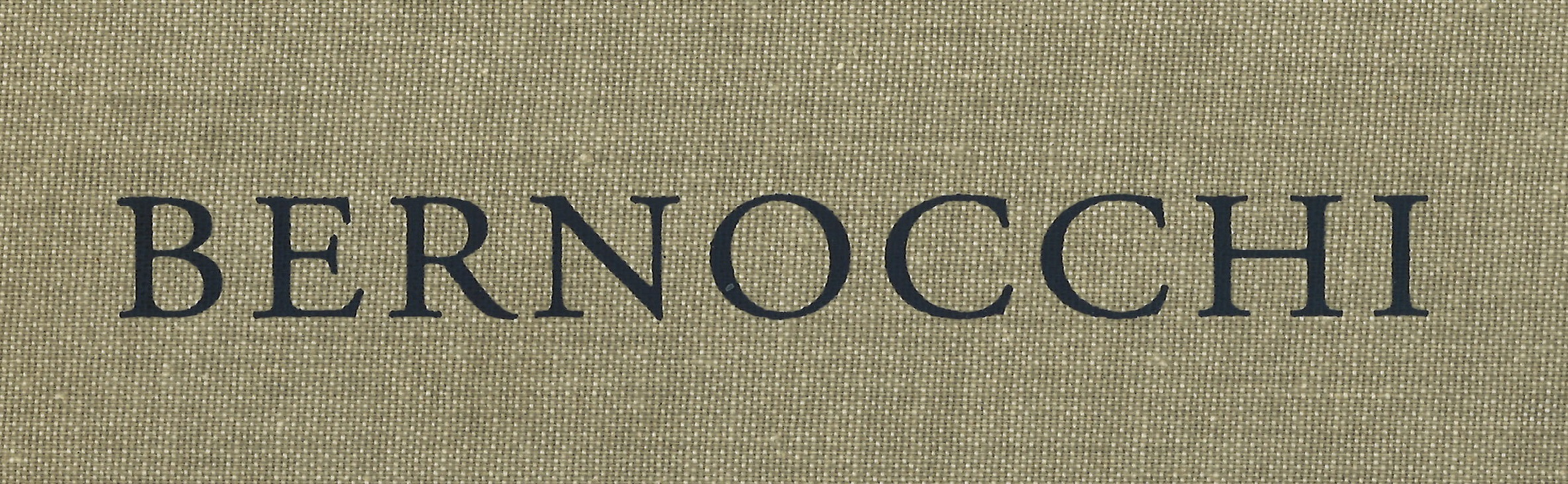
Logo Bernocchi, 1919

De Coppa Bermocchi vormt sinds 1997 samen met de Coppa Agostoni en de Tre Valli Varesine de Trittico Lombardo. Van 1919-1924 was het een koers voor amateurs. Van 1954-1956 werd de wedstrijd als tijdrit verreden. In de jaren 1961, 1976 en 1984 was de wedstrijd tegelijkertijd het Italiaans kampioenschap op de weg.
Twaalfmaal werd de wedstrijd niet door een Italiaan gewonnen, Rik Van Looy (1957, 1958), Johan van der Velde (1985), Rolf Sørensen (1989, 1993), Charly Mottet (1992), Romāns Vainšteins (2000), Steven Cummings (2008), Jawhen Hoetarovitsj (2011), Phil Bauhaus (2019), Remco Evenepoel (2021) en Wout van Aert (2023) wisten dit te verhinderen.

## Overzicht winnaars

### Meervoudige winnaars
| Overwinningen | Renner            | Land       | Jaren            |
| ------------- | ----------------- | ---------- | ---------------- |
| 3             | Danilo Napolitano | Italië     | 2005, 2006, 2007 |
| 2             | Libero Ferrario   | Italië     | 1922, 1923       |
| 2             | Giuseppe Pancera  | Italië     | 1926, 1927       |
| 2             | Mario Ricci       | Italië     | 1947, 1949       |
| 2             | Rik Van Looy      | België     | 1957, 1958       |
| 2             | Franco Bitossi    | Italië     | 1968, 1976       |
| 2             | Giuseppe Saronni  | Italië     | 1980, 1981       |
| 2             | Guido Bontempi    | Italië     | 1987, 1988       |
| 2             | Rolf Sørensen     | Denemarken | 1989, 1993       |
| 2             | Sacha Modolo      | Italië     | 2012, 2013       |
| 2             | Sonny Colbrelli   | Italië     | 2017, 2018       |

### Overwinningen per land
| Overwinningen | Land                                                                       |
| ------------- | -------------------------------------------------------------------------- |
| 89            | Italië                                                                     |
| 5             | België                                                                     |
| 2             | Denemarken                                                                 |
| 1             | Duitsland, Frankrijk, Letland, Nederland, Verenigd Koninkrijk, Wit-Rusland |

1919 · 1920 · 1921 · 1922 · 1923 · 1924 · 1925 · 1926 · 1927 · 1928 · 1929 · 1930 · 1931 · 1932 · 1933 · 1934 · 1935 · 1936 · 1937 · 1938 · 1939 · 1940 · 1941 · 1942 · 1943 · 1944 · 1945 · 1946 · 1947 · 1948 · 1949 · 1950 · 1951 · 1952 · 1953 · 1954 · 1955 · 1956 · 1957 · 1958 · 1959 · 1960 · 1961 · 1962 · 1963 · 1964 · 1965 · 1966 · 1967 · 1968 · 1969 · 1970 · 1971 · 1972 · 1973 · 1974 · 1975 · 1976 · 1977 · 1978 · 1979 · 1980 · 1981 · 1982 · 1983 · 1984 · 1985 · 1986 · 1987 · 1988 · 1989 · 1990 · 1991 · 1992 · 1993 · 1994 · 1995 · 1996 · 1997 · 1998 · 1999 · 2000 · 2001 · 2002 · 2003 · 2004 · 2005 · 2006 · 2007 · 2008 · 2009 · 2010 · 2011 · 2012 · 2013 · 2014 · 2015 · 2016 · 2017 · 2018 · 2019 · 2020 · 2021 · 2022 · 2023 · 2024